# Социальная патология
Социальная патология — термин в социальной психологии, обозначающий отклоняющееся от нормы человеческое поведение, являющееся вредным или опасным для общества.

## Возникновение термина
Термин социальная патология ввёл французский социолог XIX века Эмиль Дюркгейм. Он же является автором понятия социальная девиация, принципиальное отличие которой от социальной патологии заключается в том, что девиантное поведение, хоть и отклоняется от нормы, не вредит социуму. Таким образом, в качестве патологического может рассматриваться поведение, нарушающее социальный порядок, способствующее подрыву и падению морали. Дюркгейм так же говорил о социальной патологии как об обратной стороне нормы и отмечал ее относительную субъективность, так как понятие нормы в различных культурах и социумах сильно варьируется.

## Проявления социальной патологии
К патологичным для общества можно отнести следующие явления:
- Агрессивное поведение
- Жестокость и садизм
- Различные виды зависимостей и аддиктивное поведение, например:
  - алкоголизм
  - наркомания
  - лудомания
- Самоубийство
- Радикальные идеи, основанные на концепциях, запрещённых законом
- Попытки пропаганды, обеления и романтизации всего вышеперечисленного